# Аустралија на Летњим олимпијским играма 1896.
Аустралију на Летњим олимпијским играма одржаним 1896. године у Атини у Грчкој представљао је само један учесник из тадашње Викторије, колоније Уједињеног Краљевства, која је касније ушла у састав Аустралије. Едвин Теди Флек је рођен у Енглеској и имао је стални боравак у Лондону 1896. године, али га је МОК (Међународни олимпијски комитет) водио као аустралијског спортисту, јер је већи део свог живота провео у Аустралији.
Застава Уједињеног Краљевства је коришћена као застава те колоније као и застава Уједињеног Краљевства Велике Британије и Ирске.
Флек је био једини такмичар из аустралијске колоније. Учествовао је у пет дисцилина у два спорта и освојио је три медаље. Бронзана медаља у игри парова у тенису освојена је у мешовитом пару са представником Уједињеног Краљевства и зато се не приписује Аустралији.

## Освајачи медаља
Аустралија је завршила у укупном скору као осма нација по броју медаља са две златне од укупно две освојене медаље.

### Злато
- Едвин Теди Флек – Атлетика, 800 м
- Едвин Теди Флек – Атлетика, 1.500 м

## Резултати по дисциплинама

### Атлетика
Две златне медаље Едвин Теди Флек је освојио у атлетици. Победио је у две од три дисциплине у којима се у атлетици такмичио. Његов резултат из предтакмичења у трци на 800 метара постао је први олимпијски рекорд у тој дисциплини.
| Дисциплина   | Место | Атлетичар       | Квалфикације | Финале              |
| ------------ | ----- | --------------- | ------------ | ------------------- |
| 800 метара   |       | Едвин Теди Флек | 2:10,0 ОР    | 2:11,0              |
| 1.500 метара |       | Едвин Теди Флек | Није било    | 4:33,2              |
| Маратон      | –     | Едвин Теди Флек | Није било    | Одустао после 37 км |

### Тенис
У појединачној конкуренцији Флек је изгубио у првом колу (осмини финала) од Грка Аристидеса Акратопулоса. У игри парова играо је са Џорџ Стјуарт Робертсоном из Уједињеног Краљевства и у полуфиналу су изгубили од грчког пара Касдаклис — Петрококинос. Медаљу за освојено треће место добио је од МОКа ретроактивно, јер на овим Олимпијским играма трећепласирани нису добијали никакву награду.
| Дисциплина           | Позиција | Такмичар                                 | Прво коло                              | Четвртфинале | Полуфинале                                                    | Финале                |                       |
| -------------------- | -------- | ---------------------------------------- | -------------------------------------- | ------------ | ------------------------------------------------------------- | --------------------- | --------------------- |
| Мушкарци појединачно | -        | Едвин Теди Флек                          | Пораз од Аристидеса Акратопулоса Грчка | -            | -                                                             | Није се квалификовао  |                       |
| Мушки парови         |          | Едвин Теди Флек и Џорџ Стјуарт Робертсон | -                                      | слободни     | Пораз од Дионисиоса Касдаглиса Деметриоса Петрококиноса Грчка | Нису се квалификовали | Нису се квалификовали |

1. ↑  See, e.g., , the IOC medal chart for the 1896 Games listing Flack's two gold medals for Australia.